# Belgische Federatie van Sociale en Coöperatieve Economie
De Belgische Federatie van de Sociale en Coöperatieve Economie (FEBECOOP), in het Frans Fédération belge de l'économie sociale et coopérative, is een Belgische belangenvereniging voor coöperaties en ondernemingen uit de sociale economie.

## Historiek
De organisatie werd opgericht in 1970. 

## Missie
FEBECOOP heeft als doel de coöperatieve waarden en principes te verdedigen, promoten en verspreiden.

## Bestuur
Huidig voorzitter is Hilde Vernaillen en gedelegeerd bestuurder is Jacques Debry. Directeur van de Vlaamse afdeling is Peter Bosmans en van de Waalse Stéphane Boulanger.